# UFC 247
UFC 247: Jones vs. Reyes（ユーエフシー・ツーフォーティセブン：ジョーンズ・バーサス・レイエス）は、アメリカ合衆国の総合格闘技団体「UFC」の大会の一つ。2020年2月8日、テキサス州ヒューストンのトヨタセンターで開催された。

## 大会概要
本大会では、王者ジョン・ジョーンズと挑戦者ドミニク・レイエスによるUFC世界ライトヘビー級タイトルマッチ、王者ヴァレンティーナ・シェフチェンコと挑戦者ケイトリン・チュケイギアンによるUFC世界女子フライ級タイトルマッチが組まれた。

## 試合結果

### アーリープレリム
第1試合 フェザー級 5分3R
○  ユーセフ・ザラル vs.  オースティン・リンゴ ×
3R終了 判定3-0（30-27、30-27、30-27）

第2試合 バンタム級 5分3R
○  アンドレ・イーウェル vs.  ジョナサン・マルティネス ×
3R終了 判定2-1（28-29、29-28、30-27）

第3試合 バンタム級 5分3R
○  ジャーニー・ニューソン vs.  ドミンゴ・ピラーテ ×
1R 0:38 TKO（右ストレート→パウンド）

### プレリミナリーカード
第4試合 バンタム級 5分3R
○  マリオ・バティスタ vs.  マイルズ・ジョーンズ ×
2R 1:41 TKO（左飛び膝蹴り→パウンド）

第5試合 ウェルター級 5分3R
○  ケイオス・ウィリアムズ vs.  アレックス・モロノ ×
1R 0:27 KO（右アッパー→パウンド）

第6試合 女子フライ級 5分3R
○  ローレン・マーフィー vs.  アンドレア・リー ×
3R終了 判定2-1（28-29、29-28、30-27）

第7試合 ミドル級 5分3R
○  トレヴィン・ジャイルズ vs.  ジェームス・クラウス ×
3R終了 判定2-1（28-29、29-28、29-28）

### メインカード
第8試合 ヘビー級 5分3R
○  デリック・ルイス vs.  イリル・ラティフィ ×
3R終了 判定3-0（29-28、29-28、29-28）

第9試合 フェザー級 5分3R
○  ダン・イゲ vs.  ミアサド・ベクティック ×
3R終了 判定2-1（28-29、29-28、29-28）

第10試合 ヘビー級 5分3R
○  ジャスティン・タファ vs.  フアン・アダムス ×
1R 1:59 TKO（右アッパー→パウンド）

第11試合 UFC世界女子フライ級タイトルマッチ 5分5R
○  ヴァレンティーナ・シェフチェンコ vs.  ケイトリン・チュケイギアン ×
3R 1:03 TKO（パウンド）
※シェフチェンコが3度目の王座防衛に成功。

第12試合 UFC世界ライトヘビー級タイトルマッチ 5分5R
○  ジョン・ジョーンズ vs.  ドミニク・レイエス ×
5R終了 判定3-0（48-47、48-47、49-46）
※ジョーンズが3度目の王座防衛に成功。

### 各賞
ファイト・オブ・ザ・ナイト： トレヴィン・ジャイルズ vs. ジェームス・クラウス
パフォーマンス・オブ・ザ・ナイト：ケイオス・ウィリアムズ、マリオ・バティスタ
各選手にはボーナスとして5万ドルが授与された。

### カード変更
負傷などによるカードの変更は以下の通り。